# Río Nieva
El río Nieva es un río del Perú, un afluente del río Marañón que discurre por la región Amazonas. Tiene una longitud de 150 km.
El río Nieva nace en la parte centrooriental de la región Amazonas, casi en el límite con la región Loreto. Discurre íntegramente por la provincia de Condorcanqui (distrito de Nieva). El río fluye siempre en dirección norte, por la vertiente occidental de la cordillera Campanquiz. Desemboca  en el río Marañón por su ribera derecha, en la localidad de Santa María de Nieva, la capital del distrito. El río Nieva desemboca entre el río Cenepa, al oeste, y el río Santiago (Amazonas), al Este, ambos en la orilla opuesta.

## Población
En la cuenca del río Nieva hay 69 centros poblados, lo que indica un grado de dispersión de los asentamientos nativos bastante alto. 
La población nativa es en su totalidad aguaruna.